# Blechum blechioides
Blechum blechioides är en akantusväxtart som först beskrevs av Olof Swartz, och fick sitt nu gällande namn av Albert Spear Hitchcock. Blechum blechioides ingår i släktet Blechum och familjen akantusväxter. Inga underarter finns listade i Catalogue of Life.